# Первомайское (Свердловская область)
Первома́йское — село в Нижнесергинском районе Свердловской области России, входит в состав Дружининского городского поселения Нижнесергинского муниципального района.

## География
Село Первомайское расположено в 23 километрах (по автодороге в 30 километрах) к северо-востоку от города Нижние Серги, на обоих берегах реки Утки (левого притока реки Чусовой), между устьями рек Андрюшихи и Партихи. В полукилометре к югу от села проходит автотрасса Пермь — Екатеринбург, а в 1,5 километрах к северу расположена гора Гробово высотой в 415,1 метра. Континентальный климат, резкие переходы от тепла к холоду, неблагоприятен для здоровья жителей. Почва в окрестностях села — частью суглинистая, частью чернозёмная.

## История
Гробовое поле
В 1723 году местность под поселение называлась Гробовым полем. В 1723 году по распоряжению главного командира Уральских и Сибирских заводов Г. В. Геннина было создано поселение, куда были переселены несколько крестьянских семей. В 1734 году по указанию генерала В. Н. Татищева сюда же были переселены ряд крестьянских семей из Кунгурского уезда.
Гробовская крепость
С 1735 года в поселение обвели деревянной стеной с башнями и снабдили оружием, и стали называть Гробовскою крепостью.
Гробовское село
В начале XX века сельчане работали на рудниках, но многие ежегодно уходили в Красноуфимский уезд, где работали на жатвенной страде. Осенью часть жителей уезжали в Верхотурский, Челябинский и Троицкий уезды, где работали на золотых приисках. Хлебопашеством занимались мало, потому как хлеб от ранних заморозков не корню гиб. Некоторые из крестьян садили на полях репу очень хорошего качества, так и известную в продаже под названием «Гробовской».
В 1920-х годах сельчане продолжали выращивали репу, один из сортов которой получил медаль на ВДНХ и был назван «гробовской».
Указом Президиума Верховного Совета РСФСР от 27 декабря 1940 года село Гробово Нижне-Сергийского района Свердловской области переименовано в село Первомайское и Гробовский сельский совет в Первомайский сельский совет.

## Пророко-Илиинская церковь
1 октября 1849 года была заложена каменная двухпрестольная церковь, придел которой был освящён в честь Покрова Пресвятой Богородицы 10 ноября 1857 года, а главный храм был освящён в честь пророка Илии 10 октября 1863 года. Храм был закрыт в 1935 году. В советское время были снесены купола и колокольня и в здании был размещён клуб.

## Население
| 2002 | 2010 | 2021 |
| ---- | ---- | ---- |
| 593  | ↗595 | ↘456 |